# 포인트
포인트(point)는 타이포그래피에서 사용하는 가장 작은 인쇄 단위로, 파이카를 잘게 나눈 것이다. 흔히 줄여서 pt.로 표기한다. 특히 활자, 폰트의 크기의 단위로 많이 사용되는 단위이다. 주조 활자 출판 시대부터 전통적인 출판계에서 사용한 포인트는 여러 국가와 출판사에 따라 피트의 다양한 정의 방법에 따라서 0.18 ~ 0.4 mm로 그 크기가 크게 달랐다.
현재는 전통적인 포인트 대신 탁상 출판 포인트(DTP 포인트, 혹은 포스트스크립트 포인트)를 표준적으로 많이 사용한다. 포스트스크립트에서는 포인트를 1 인치의 1/72로 정의하여 대략 0.3527 mm가 된다.
예전의 포인트나 지금의 포인트나 모두 12 포인트는 1 파이카를 이루게 된다.
일본과 한국의 전통적인 출판계에서는 활자의 크기 단위로 포인트 대신 호(號)라는 단위를 주조 활자 시기에 많이 사용해 왔고 사진 식자를 사용할 때는 주로 급(級)이라는 단위를 사용했다.

## 전통적인 프랑스식 포인트

### 트루셰의 포인트
세바스티앙 트루셰(Sébastien Truchet, 1657~1729)는 프랑스의 현대적인 포인트의 창안자이다.
그는 1/1728 프랑스 피트(Pied du Roi)를 1 포인트로 정하여 15625 / 83118  ≤  0.1879857552 mm가 된다.

### 푸르니에의 포인트
피에르 시몽 푸르니에(Pierre Simon Fournier, 1712~1768)는 11/864 프랑스 인치 ≈ 0.345 mm를 1 포인트로 사용하였다. 푸르니에의 포인트는 지속적인 인기를 끌지 못했다.

### 디도의 포인트
- 프랑수아 앙브루아즈 디도(François-Ambroise Didot, 1730~1801)는 트루셰의 아이디어를 바탕으로 그 크기의 두 배를 1 포인트로 삼았다. 따라서 디도의 포인트는 정확히 1/864 프랑스 피트로 정의되어 15625 / 41559  ≤  0.3759715104 mm가 된다.

분모 41559(3 x 7 x 1979로 소인수분해)는 홀수라서 인쇄와 조판에서 유연하게 사용하기가 적합하지 않았다.
그래서 일부 인쇄업자들은 다음과 같은 독자적인 프랑스 피트를 기준으로 보다 실용적으로 변형된 포인트가 다양하게 나오게 되었다.
- 324.920 160 mm를 1 피트로 하여 1 포인트는 0.376 065 mm, 즉 + 0.0249 %.  유럽 인쇄소에서 사용한 전통적인 수치.
- 324.864 000 mm를 1 피트로 하여 1 포인트는 0.376 000 mm, 즉 + 0.0076 %.  헤르만 베르톨트 (1831–1904) 와 그외 다수가 사용
- 324.812 030 mm를 1 피트로 하여 1 포인트는 0.375 940 mm, 즉 – 0.0084 %.  얀 치숄트 (1902-1974)에 따른 기준. 100 mm는 266 포인트.

다음처럼 1975년에 제안되었지만 실제로 적용되어 사용된 적이 없는 변형 포인트도 있다.
- 324.000 000 mm를 1 피트로 하여 1 포인트는 0.375 000 mm, 즉 – 0.2584 %.  일부에서 사용을 주창했지만 정확성이 떨어지고 다른 포인트와도 상당한 차이가 남.

프랑스 국립 인쇄소에서는 1 포인트를 정확히 0.4 mm로 채택하여 지금까지 사용해오고 있다.
지금은 디도의 포인트는 프랑스를 포함해서 전 세계에 걸쳐 탁상 출판 포인트로 대체되었다.

## 전통적인 미국식 포인트
1866년 (캐선) 도량 법률, 공법 39-183에 의하면 미국 측량 피트(U.S. Survey foot)는 1200/3937 미터이다. 하지만 이것은 아래의 경우에서 사용된 앵글로색슨 절충 피트(1959년)보다 0.0002% 큰 값이다.
- 넬슨 호크스는 1879년 앵글로색슨 피트를 기준으로 0.3750 퍼센트 줄인 인쇄업자의 피트(printer's foot)를 사용하였다. 따라서 전통적인 비율 7200 : 7227 (줄여서 800 : 803). 이는 호크스의 포인트는 0.013 837 인치, 약 0.351 46 mm라는 뜻이다.

- 두 번째 제안된 정의: 350 mm는 정확히 996 인쇄업자의 포인트이다. 
 이 말은 인쇄업자의 포인트가 0.013 848 867 인치, 즉 약 0.351 405 622 mm가 됨을 의미한다.

- 마지막으로 존슨은 세 번째 정의를 내려서 인쇄업자의 피트는 249/250 (앵글로색슨) 피트로 명시하였다. 
 이것은 존슨의 포인트(이후 공식으로 채택됨)가 0.01383 인치 그리고 1959년의 피트를 기준으로 전환하면 0.35136 mm가 된다.

1886년 제15차 미국 활자 주조자 협회 회의에서 이른바 존슨의 파이카를 공식 표준으로 채택하였다. 이것은 전통 미국 인쇄업자의 피트를 정확히 11.952 인치, 즉 303.5808 mm (근사적으로 1/72.27 인치)로 한 것이 되고 마침내 1886년의 수치가 아닌 1959년에 전환된 수치를 존중한 것이다.
프랑스의 디도 포인트와 마찬가지로 전통적인 미국 인쇄업자들의 포인트는 1980년대에 이르러 지금의 컴퓨터 DTP 포인트로 대체되었다.

## 현재의 DTP 포인트
탁상 출판 포인트(DTP 포인트)는 1959년 정해진 앵글로색슨 절충 인치(25.4 mm)의 1/72로 정의되고 이것은 대략 0.0139 인치 또는 0.3528 mm에 해당한다. 12 포인트는 1 파이카를 구성하고 6 파이카는 1 인치가 된다.
포인트는 글꼴, 행간(leading), 곧은자로 재기 힘든 그 밖의 인쇄물의 미세 요소들(보기: 획 두께 등.)의 크기를 표현하는 표준 단위이다. 이 포인트 시스템은 어도비 시스템의 포스트스크립트를 만든 존 워낙과 찰스 게시케가 주창해서 널리 알려지고 사용되게 되었기 때문에 포스트스크립트 포인트라고 부르기도 한다.
금속 활자에서 폰트의 포인트 사이즈는 폰트 글자가 주조되는 금속 몸체의 크기(높이)로 표현된다. 컴퓨터 상의 디지털 폰트에서는 그 몸체가 가공의 디자인 공간이지만 글꼴의 확대 축소의 기준으로 사용된다. 폰트 크기의 측정은 폰트의 기본 크기 기준인 em의 크기로 나타낸다. 예를 들어 12 포인트의 폰트는 em의 크기가 12포인트라는 뜻이다. (자세한 내용은 em을 참조)
파이카는 소문자 p 앞에 숫자를 써서 나타내기도 하는데 예를 들어 "10p"는 "10 파이카"란 뜻이다. 포인트는 p 바로 뒤의 숫자로 나타낼 수 있다. 예를 들면 0p5는 "5 포인트" 6p2는 "6 파이카 2 포인트", 1p1는 "13 포인트"가 되는 것이다.
TeX({\displaystyle {\mathrm {T\!_{\displaystyle E}\!X} }}) 조판 시스템은 포스트스크립트보다 다소 먼저 나왔기 때문에 1 포인트를 1/72.27 인치, 약 0.3515 mm로 사용하는데 이것을 일반적으로 {\displaystyle {\mathrm {T\!_{\displaystyle E}\!X} }} 포인트라고 부른다. {\displaystyle {\mathrm {T\!_{\displaystyle E}\!X} }}에서는 추가적으로, 1/72 인치로 정의된 DTP 포인트를 big point라고 해서 bp라는 단위로 사용하고 디도의 포인트를 dd라는 단위(1157 dd = 1238 pt)로 정의하여 쓰고 있다.

## 같이 보기
- 인치
- 파이카
- 시세로